# Хлорант
Хлорант (Chloranthus) — рід квіткових рослин родини хлорантових. Це типовий рід своєї родини. Це багаторічні трави чи вічнозелені кущі зі з'єднаними стеблами, супротивними простими листками та малими непомітними квітками в тонких кінцевих колосках. Вони зростають у країнах Східної Азії, таких як Китай, Японія та Корея. У Китаї рослини використовують у медичних цілях.

## Види
1. Chloranthus angustifolius Oliv.
2. Chloranthus anhuiensis K.F.Wu
3. Chloranthus elatior Link
4. Chloranthus flavus D.T.Liu & G.Chen
5. Chloranthus fortunei (A.Gray) Solms
6. Chloranthus henryi Hemsl.
7. Chloranthus holostegius (Hand.-Mazz.) C.Pei & San
8. Chloranthus multistachys C.Pei
9. Chloranthus nervosus Collett & Hemsl.
10. Chloranthus oldhamii Solms
11. Chloranthus quadrifolius (A.Gray) H.Ohba & S.Akiyama
12. Chloranthus serratus (Thunb.) Roem. & Schult.
13. Chloranthus sessilifolius K.F.Wu
14. Chloranthus spicatus (Thunb.) Makino
15. Chloranthus tianmushanensis K.F.Wu